# Bago (Pasirian)
Bago is een bestuurslaag in het regentschap Lumajang van de provincie Oost-Java, Indonesië. Bago telt 8368 inwoners (volkstelling 2010).